# Pfarrkirche St. Leonhard am Wald

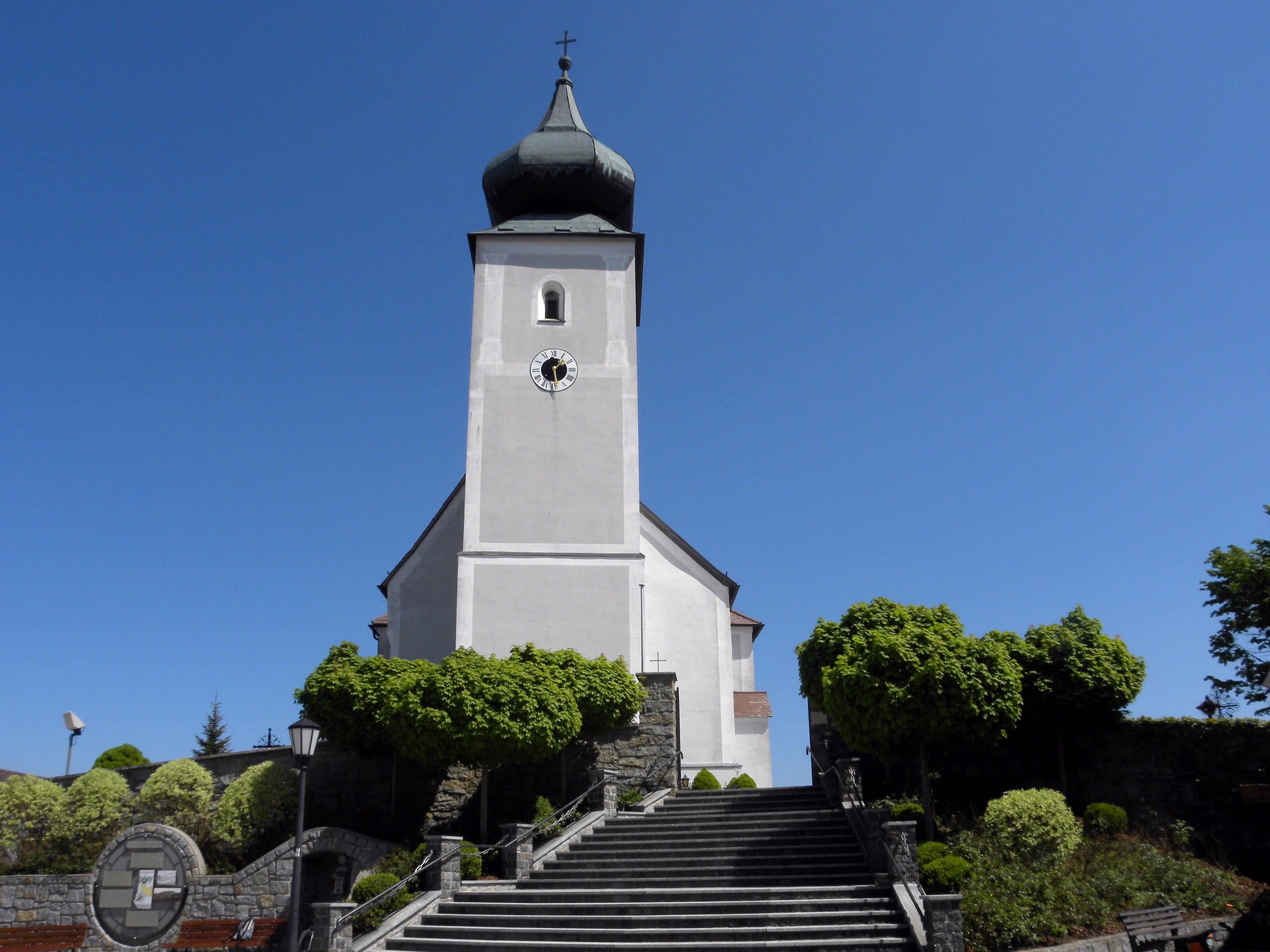
Katholische Pfarr- und Wallfahrtskirche hl. Leonhard in St. Leonhard am Wald

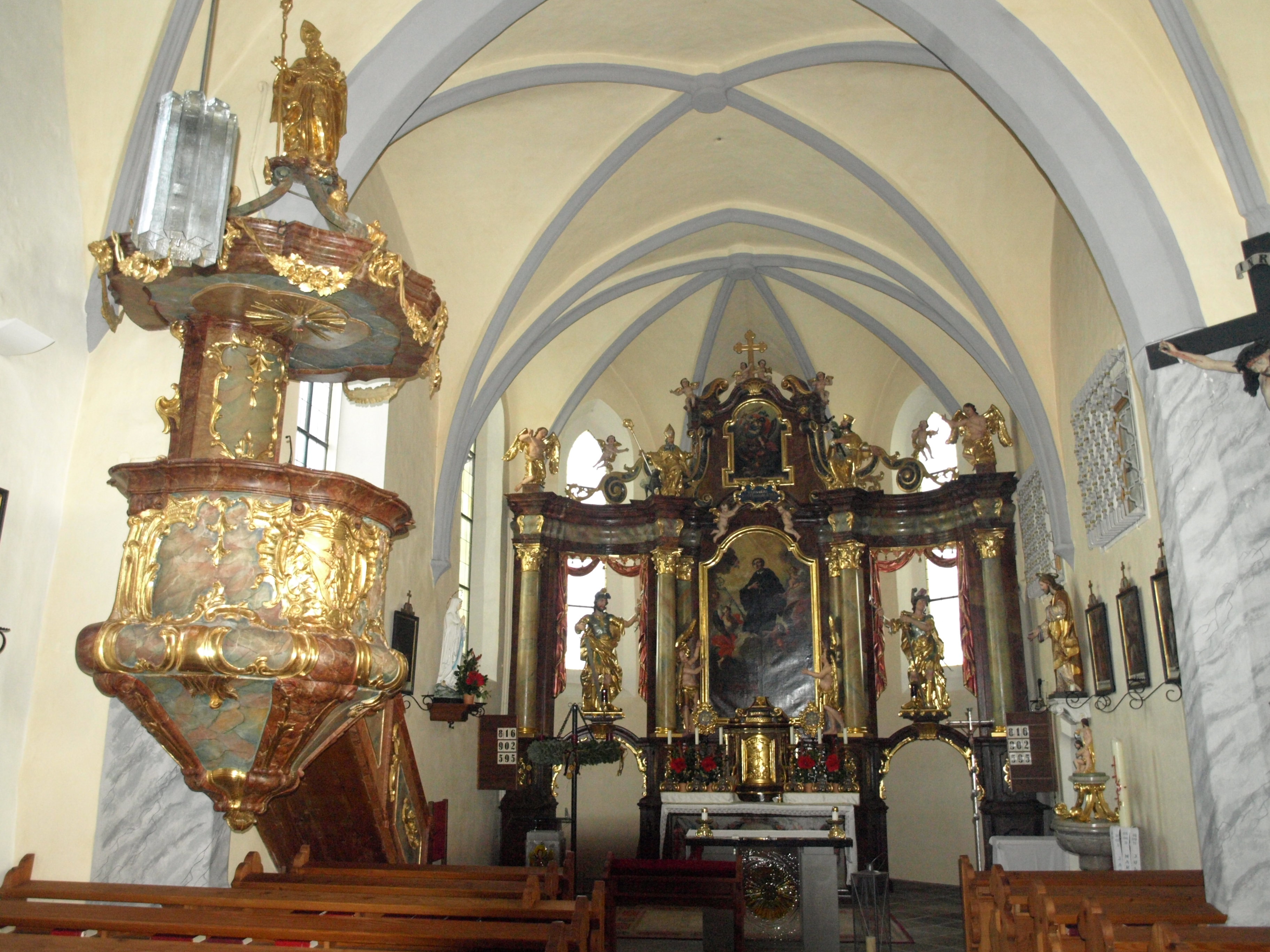
Langhaus, Blick zum Chor mit dem Hochaltar

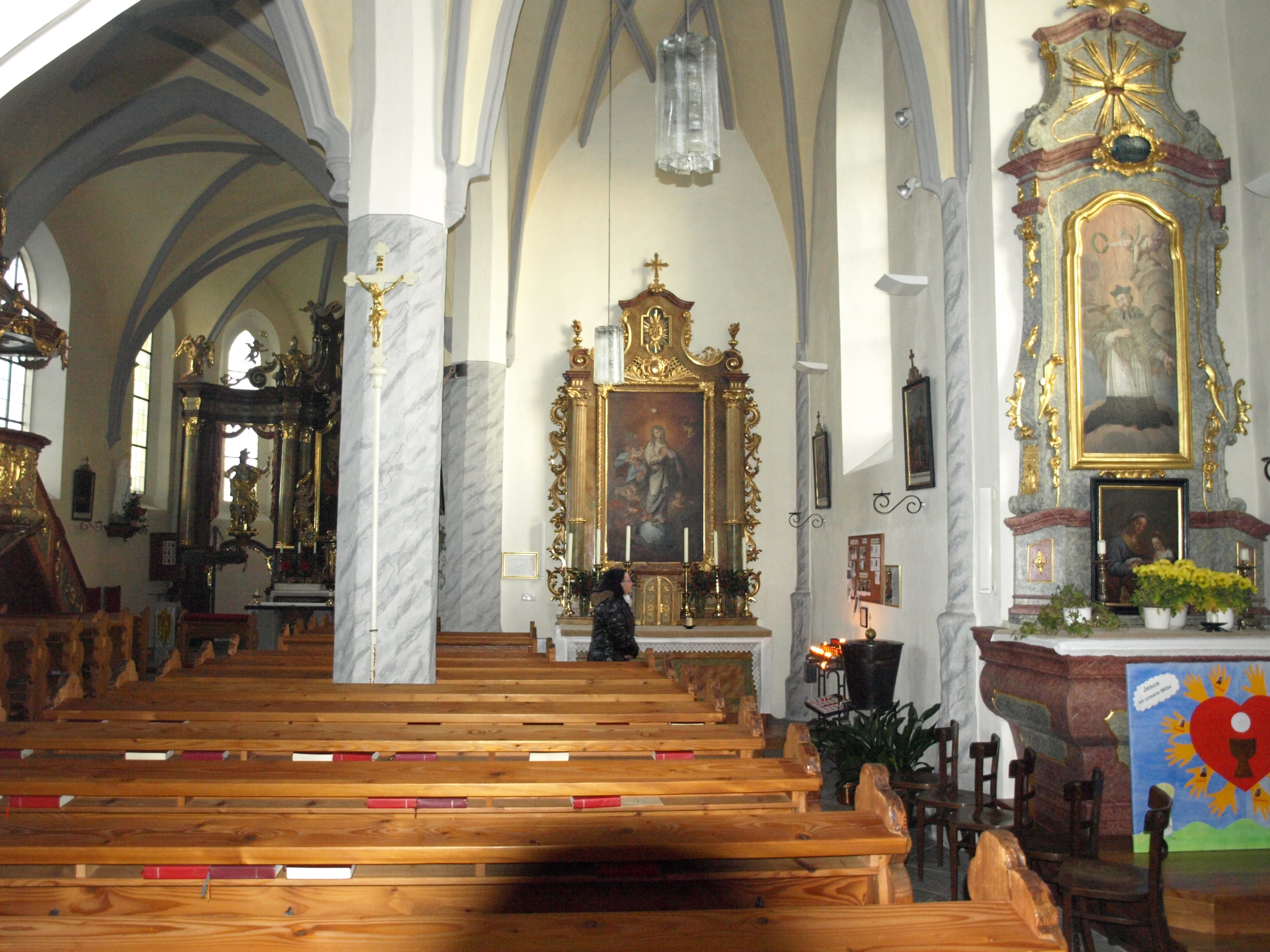
Langhaus, im rechten Seitenschiff, mit Seitenkapelle rechts

Die Pfarr- und Wallfahrtskirche St. Leonhard am Wald steht weithin sichtbar in erhöhter Lage am Ostrand des Kirchweilers St. Leonhard am Walde in der Statutarstadt Waidhofen an der Ybbs in Niederösterreich. Die dem Patrozinium hl. Leonhard von Limoges unterstellte römisch-katholische Pfarrkirche gehört zum Dekanat Waidhofen an der Ybbs in der Diözese St. Pölten. Die ehemalige Wehrkirche und der Friedhof stehen unter Denkmalschutz (Listeneintrag).

## Geschichte
Die Kirche wurde urkundlich 1435 als Filiale der Pfarrkirche Neuhofen an der Ybbs genannt und 1443 geweiht. Bis 1778 war sie ein Vikariat, 1939 wurde die Kirche zur Pfarrkirche erhoben.

## Architektur
Die spätgotische zweischiffige Hallenkirche mit einem leicht eingezogenen Chor mit einem Fünfachtelschluss und einem markanten vorgestellten Westturm ist von einem ummauerten Friedhof umgeben.

## Ausstattung
Der Hochaltar als ausladendes, die Apsis einnehmendes barockes Säulenretabel mit Segmentbogennischen und Opfergangsportalen entstand laut Chronogramm 1740, er zeigt das Hochaltarblatt hl. Leonhard und das Oberbild hl. Michael, er trägt die Statuen Korbinian, Hieronymus, Paulus und Johannes und Engel.
Die einmanualige Orgel ist ein barockes Werk mit einem dreiteiligen spätbarocken Gehäuse mit einem reichen seitlichen Schleierwerk. Eine Glocke nennt Konrad Nusberger 1655.